# Eleições legislativas na Islândia em 2013
As eleições parlamentares islandesas de 2016 ocorreram em 27 de abril.

O resultado destas eleições foi os partidos do governo - a Aliança Social Democrática e  a Esquerda Verde  – terem perdido o poder. E em seu lugar surgiu o Partido do Progresso, que em aliança com Partido da Independência, formaram o novo governo da Islândia – o Governo Sigmundur Davíd Gunnlaugsson.

Dois novos partidos ascenderam à cena política do Parlamento da Islândia – o Futuro Luminoso  o Partido Pirata.

## Resultados oficiais
| Partido                 | Partido                          | Votos   | %     | +/-   | Deputados | +/-  |
| ----------------------- | -------------------------------- | ------- | ----- | ----- | --------- | ---- |
|                         | Partido da Independência         | 50 454  | 26,70 | 3,00  | 19 / 63   | 3    |
|                         | Partido do Progresso             | 46 173  | 24,43 | 9,63  | 19 / 63   | 10   |
|                         | Aliança Social Democrática       | 24 292  | 12,85 | 16,94 | 9 / 63    | 11   |
|                         | Movimento de Esquerda Verde      | 20 546  | 10,87 | 10,81 | 7 / 63    | 7    |
|                         | Futuro Luminoso                  | 15 583  | 8,25  | Novo  | 6 / 63    | Novo |
|                         | Partido Pirata                   | 9 647   | 5,10  | Novo  | 3 / 63    | Novo |
|                         | Aurora                           | 5 855   | 3,10  | Novo  | 0 / 63    | Novo |
|                         | Partido das Famílias             | 5 707   | 3,02  | Novo  | 0 / 63    | Novo |
|                         | Partido Democrático Islandês     | 4 658   | 2,46  | Novo  | 0 / 63    | Novo |
|                         | Partido Popular Verde de Direita | 3 262   | 1,73  | Novo  | 0 / 63    | Novo |
|                         | Arco-Íris                        | 2 021   | 1,07  | Novo  | 0 / 63    | Novo |
|                         | Outros                           | 792     | 0,42  |       | 0 / 63    |      |
| Votos Inválidos         | Votos Inválidos                  | 4 802   | 2,47  | 1,03  |           |      |
| Total                   | Total                            | 193 792 | 100   |       | 63 / 63   |      |
| Eleitorado/Participação | Eleitorado/Participação          | 237 957 | 81,44 | 3,70  |           |      |